# Theophilos (Lukas)
Theophilos ist im Neuen Testament der Bibel der Adressat des Lukasevangeliums (Lk 1,3–4 ) und der Apostelgeschichte (Apg 1,1 ).
Theophilos ist ein nicht spezifisch christlicher, seit dem 3. Jahrhundert v. Chr. belegter hellenistischer Eigenname mit der Bedeutung „Gottesfreund“ oder „Gottlieb“. Im Lukasevangelium wird der Adressat des Buches mit „erlauchter Theophilos“ (κράτιστε Θεόφιλε krátiste Theóphile) angeredet, eine Anrede, die schriftlich und mündlich für römische Senatoren, Ritter und Prokuratoren verwendet wurde, zum Beispiel für Felix in Apg 23,26  und für Festus in Apg 26,25 . Demnach hätte man sich Theophilos als vornehmen Mann vorzustellen. Letztlich ist aber auch unklar, ob die Anrede im engen Sinn gemeint war und Theophilos als römischen Adeligen ausweist oder ob sie lediglich im allgemeineren Sinn als ehrendes Attribut aufzufassen ist. Aus dem Umstand, dass er nur im Lukasevangelium so angeredet wird, während in der Apostelgeschichte schlicht „o Theophilos“ („ὦ Θεόφιλε“) steht, schließen manche Autoren, dass sich Theophilos zwischen der Abfassung des Evangeliums und der Apostelgeschichte bekehrt habe. Man kann das Fehlen des Ehrenprädikats in der Apostelgeschichte aber auch darauf zurückführen, dass es unüblich war, Ehrenprädikate in Fällen wie diesen zu wiederholen.
Theophilos wird im Neuen Testament nur im lukanischen Doppelwerk erwähnt. In den Recognitionen, einem zu den Pseudo-Klementinen gerechneten antiken christlichen Roman, wird behauptet, dass in Antiochia am Orontes ein Theophilos, der „angesehener war als die mächtigsten Männer der Stadt“, Petrus seinen Portikus als Predigtlokal zur Verfügung gestellt habe. Die an den Namen anknüpfende Annahme, Theophilos könnte ein sogenannter Gottesfürchtiger gewesen sein, das heißt ein am Judentum interessierter und einer Synagoge verbundener nichtjüdischer Grieche, der mit dem Christentum sympathisierte und vertraut gemacht werden sollte, lässt sich nicht weiter konkretisieren, zumal der Schlusssatz des Proömiums (Lk 1,4) eher vermuten lässt, dass er zu den bereits „Unterrichteten“ zu zählen wäre, die das Christentum schon länger angenommen hatten. Hans Klein hält es für denkbar, dass der Adressat der Widmung neben der Hilfe als Multiplikator bei der Weiterverbreitung der Schrift auch als Unterstützer an der Abfassung des Evangeliums beteiligt war, indem er den Schreiber beispielsweise in seinem Haus einquartiert, verpflegt oder mit Schreibutensilien versorgt haben könnte.
Bezüglich einer möglichen Herkunft von Theophilos führt Fritz Rienecker auf, dass Lukas bei seinem Leser Unteritalien bis Rom und Sizilien anscheinend als bekannt voraussetzt, ebenso eine Reise von Antiochia nach Zypern und durch Kleinasien bis zur Troas, woraus man schließen könnte, dass diese Orte Theophilos bekannt waren. Andererseits beschreibt Lukas sehr detailliert Sitten und Örtlichkeiten von Judäa, Kreta, Makedonien und Athen, die Theophilos anscheinend nicht kannte.
Bereits Origenes und andere spätantike Kirchenschriftsteller vertraten die Ansicht, Theophilos sei ein fiktiver Adressat und keine wirkliche historische Person; der sprechende Name meine einfach einen Gott liebenden Menschen und spreche jeden Christen als Leser des Doppelwerks an. Da antike Bücher durchaus lebenden Menschen gewidmet sein konnten und der Name kein offensichtlich erfundener Fantasiename ist, wird dieser Vermutung auch noch in der heutigen Forschung oft widersprochen. Innovative Hypothesen zur Entstehung des neutestamentlichen Kanons, etwa die stark diskutierten Theorien von Matthias Klinghardt, halten die Frage, ob „Theophilos“ vielleicht eine reale Person sei, hingegen für obsolet. Klinghardt sieht in der Namensgebung eine bewusste Leserorientierung durch den Endredaktor der im 2. Jahrhundert entstandenen Schriftensammlung, zu der das lukanische Doppelwerk aus Lukasevangelium und Apostelgeschichte von Anfang an gehörte. Vermittelnde Positionen sehen in Theophilos den Repräsentanten eines weiteren Leserkreises, möglicherweise einen Gemeindeleiter oder Gönner, dessen Name auch dann, wenn entsprechend den hellenistischen Buchwidmungsgepflogenheiten tatsächlich eine konkrete historische Persönlichkeit angesprochen war, auf literarischer Ebene und erzählerisch durchaus beabsichtigt als „idealer Leser“ verstanden werden kann und vielleicht ein Pseudonym ist.